# S-Bahn de Dresde
El S-Bahn de Dresde (en alemán S-Bahn Dresden) es un servicio ferroviario de cercanías del área metropolitana de Dresde (Alemania). Es operado por la empresa Verkehrsverbund Oberelbe (VVO) de DB Regio Verkehrsbetrieb Südostsachsen.
Actualmente la red consta de tres líneas, todas ellas con parada en la Estación Central de Dresde (Dresden Hauptbahnhof). Las tres líneas tienen en total 48 estaciones y una longitud de 127,7 km. Fuera de Dresde presta servicio a las ciudades de Freital, Meißen, Pirna y Radebeul, y desde el 9 de diciembre de 2007 también a Freiberg.
Según datos de Deutsche Bahn, el S-Bahn de Dresde es el servicio de S-Bahn con la mayor satisfacción del cliente de Alemania.

## Líneas
El servicio de S-Bahn de Dresde consta de las siguientes líneas:
| Línea | Ruta | Paradas | Longitud | Tiempo de trayecto | Velocidad | Frecuencia                                                                            | Locomotora                     |
| ----- | --- | ------- | -------- | ------------------ | --------- | ------------------------------------------------------------------------------------- | ------------------------------ |
| S 1   | Meißen-Triebischtal – Coswig – Radebeul Ost – Dresden-Neustadt – Dresden Hbf – Heidenau – Pirna – Bad Schandau – Schöna | 33      | 77,0 km  | 95 min             | 48 km/h   | 30′ (Meißen-Triebischtal – Bad Schandau) 60′ (Bad Schandau – Schöna)                  | DR clase 143, DBAG clase 146.0 |
| S 2   | Dresden Flughafen – Dresden-Neustadt – Dresden Hbf (– Heidenau – Pirna)                                                 | 17      | 32,1 km  | 46 min             | 42 km/h   | 30′ (Dresden Hbf – Pirna excepto domingos)                                            | DR clase 143                   |
| S 3   | Dresden Hbf – Freital-Hainsberg – Tharandt (– Klingenberg-Colmnitz – Freiberg)                                          | 12      | 40,1 km  | 43 min             | 56 km/h   | 30′ (Dresden Hbf – Tharandt) 60′ (Tharandt – Freiberg sólo laborables en horas punta) | DR clase 143                   |